# Vadstena församling

Vadstena församling vapen

Vadstena församling är en församling i Linköpings stift inom Svenska kyrkan. Församlingen ingår i Vadstena pastorat och ligger i Vadstena kommun.

## Administrativ historik
Församlingen har medeltida ursprung. 
Församlingen var före omkring 1390 moderförsamling i pastoratet Vadstena och Klåstad. Omkring 1390 utbröts Sankt Pers församling (inledningsmässigt med namnet Vadstena landsförsamling), därefter till omkring 1550 var församlingen moderförsamling i pastoratet Vadstena stadsförsamling, Vadstena landsförsamling (Sankt Per) och Klåstad. Från omkring 1550 till omkring 1700 var församlingen moderförsamling i pastoratet Vadstena, Sankt Per, Strå och Broby. Från omkring 1700 till 1967 var denna församling moderförsamling i pastoratet Vadstena, Sankt Per och Strå, där Strå församling lämnade 1962. 1967 uppgick Sankt Pers församling i denna och därefter till 1992 utgjorde denna församling ett eget pastorat. Från 1992 till 2006 var församlingen moderförsamling i pastoratet Vadstena, Hov och Strå. 2006 uppgick Hovs och Strå församling i denna församling. Församlingen bildar sedan dess ett pastorat med Dals församling.

## Präster

### Kyrkoherdar
| Ämbetstid | Namn                             | Levnadstid | Övrigt                                                            |
| --------- | -------------------------------- | ---------- | ----------------------------------------------------------------- |
| 1320      | Johannes                         |            | Curatus.                                                          |
| 1351–1374 | Ketilmundus                      | –1384      | Curatus.                                                          |
| 1385–1391 | Stephanus Petri                  | –1403      | Curatus.                                                          |
| 1395      | Hemmingus Ebbonis                | –1407      | Curatus.                                                          |
| 1397–1402 | Daghir Eriksson                  |            |                                                                   |
| 1409–1413 | Toste                            |            | Kyrkopräst.                                                       |
| 1475      | Jacobus Laurentii                | –1468      | Även kyrkoherde i Mönsterås församling                            |
| 1448      | Olavus Johannis                  | –1477      |                                                                   |
| 1450      | Magnus Dagsson                   |            | Kyrkopräst.                                                       |
| 1459      | Johannes Johannis                | 1429–1482  |                                                                   |
| 1504–1514 | Laurentius Petri                 | –1514      | Curatus.                                                          |
| 1514–1527 | Birgerus                         | –1527      | Curatus.                                                          |
| 1528–1550 | Sveno Benedicti                  | –1550      | Kyrkoherde.                                                       |
| 1550–1568 | Nicolaus Jonæ                    | –1568      | Kyrkoherde.                                                       |
| 1569–1577 | Jesper Marci                     | –1592      | Avsatt 1577. Senare superintendent i Mariestads superintendentia. |
| 1577–1597 | Clemens Laurentii Gevalensis     | 1535–1597  |                                                                   |
| 1598–1603 | Georgius Laurentii               | –1603      |                                                                   |
| 1605–1608 | Jonas Kylander                   | 1566–1630  | Kontraktsprost. Senare biskop i Linköpings stift.                 |
| 1609–1613 | Petrus Magni Stalenus            | –1613      |                                                                   |
| 1615–1633 | Enoch Haquini Cringelius         | 1559–1633  | Kontraktsprost.                                                   |
| 1634–1640 | Daniel Laurentii (Sudercopensis) | 1586–1640  | Kontraktsprost.                                                   |
| 1641–1672 | Samuel Drysenius                 | 1600–1672  | Kontraktsprost.                                                   |
| 1673–1688 | Ericus Simonius Löfgren          | 1626–1688  | Kontraktsprost.                                                   |
| 1689–1712 | Samuel Pontinus                  | 1658–1712  | Kontraktsprost.                                                   |
| 1712–1723 | Nils Moëll                       | 1680–1723  | Kontraktsprost.                                                   |
| 1725–1761 | Petrus Hörberg                   | 1684–1761  | Kontraktsprost.                                                   |
| 1763–1768 | Olaus Öhrlin                     | 1707–1768  |                                                                   |
| 1769–1783 | Jakob Boræus                     | 1721–1783  |                                                                   |
| 1785–1788 | Gustaf Collin                    | 1747–1788  | Prost.                                                            |
| 1790–1801 | Jacob Israel Köhler              | 1733–1801  | Kontraktsprost.                                                   |
| 1802–1832 | Lars Magnus Kinnander            | 1742–1832  | Kontraktsprost.                                                   |
| 1833–1876 | Isak Herman Kinnander            | 1786–1876  | Kontraktsprost.                                                   |
| 1879–1883 | Carl Wilhelm Charleville         | 1827–1906  | Kontraktsprost. Senare biskop i Linköpings stift.                 |
| 1886–     | Rudolf Fjetterström              | 1838–1920  | Kontraktsprost.                                                   |
| 1919–1943 | Claes Törner                     | 1867–1943  | Kontraktsprost.                                                   |
| 1943–1953 | David Myrgård                    | 1895–1966  | Kontraktsprost.                                                   |
| 1960–1971 | Bertil Zandrén                   | 1905–2000  |                                                                   |
| 1971–1991 | Göran Grefbäck                   | 1925–2020  | Kontraktsprost.                                                   |
| 2004–2005 | Kjell Karlsson                   | 1940–      | Kontraktsprost.                                                   |
| 2006–2019 | Torbjörn Ahlund                  | 1952–2023  |                                                                   |
| 2019–     | Magnus Svensson                  | 1966–      |                                                                   |
| 2025–     | Daniel Andrén                    |            |                                                                   |

### Förste stadskomministrar
Lista över stadskomministrar i församlingen. Tjänsten blev från 1701 benämnd förste stadskomminister. Tjänsten vakanssattes 25 februari 1916.
| Ämbetstid | Namn                        | Levnadstid | Övrigt                                                    |
| --------- | --------------------------- | ---------- | --------------------------------------------------------- |
|           | Petrus Magni                |            | Senare rektor i Vadstena.                                 |
| 1507–1510 | Holmstanus Johannis         |            |                                                           |
| 1510–1512 | Andreas Petri               |            |                                                           |
| 1526      | Laurentius Thorberni        |            |                                                           |
| –1582     | Zacharias Johannis          |            | Senare komminister i Harstads församling.                 |
| 1582–1585 | Olavus                      |            | Senare hospitalspredikant i Vadstena hospitalsförsamling. |
| 1585–1601 | Ericus Othonis              | –1636      | Senare kyrkoherde i Östra Tollstads församling.           |
| 1603–     | Edvardus Magni              |            |                                                           |
| 1605–1610 | Nicolaus Henrici            | –1644      | Senare kyrkoherde i Stens församling.                     |
| 1612–1624 | Magnus Svenonis Håhl        | Död 1653   | Senare kyrkoherde i Röks församling.                      |
| 1633–     | Jonas Hemmingi              |            | Senare kyrkoherde i Askeryds församling.                  |
| 1643–1651 | Laurentius Laurentii        | Död 1651   |                                                           |
| 1652–1657 | Petrus Corylander           | 1612–1682  | Senare kyrkoherde i Kullerstads församling.               |
| 1657–1670 | Olavus Metropolinus         | 1632–1701  | Senare kyrkoherde i Stens församling.                     |
| 1671–1677 | Ingevaldus Palunander       | 1620–1677  |                                                           |
| 1678–1690 | Laurentius Kärrling         | 1648–1690  |                                                           |
| 1690–1696 | Samuel Palmærus             | 1664–1740  | Senare kyrkoherde i Örberga församling.                   |
| 1696–1700 | Magnus Pelicanus            | 1658–1713  | Senare kyrkoherde i Röks församling.                      |
| 1700–1707 | Nicolaus Nicolai Stenhammar | 1667–1713  | Senare kyrkoherde i Svanshals församling.                 |
| 1707–1710 | Magnus Walbom               | 1672–1734  | Senare kyrkoherde i Hällestads församling.                |
| 1710–1747 | Jonas Lithelius             | 1682–1747  |                                                           |
| 1749–1771 | Olof Kjellenberg            | 1711–1771  |                                                           |
| 1772–1792 | Petrus Kylander             | 1737–1793  | Senare kyrkoherde i Örberga församling.                   |
| 1792–1806 | Eric Anders Schenberg       | 1759–1806  |                                                           |
| 1807–1809 | Nathanaël Kinmanson         | 1769–1809  |                                                           |
| 1809–1820 | Henric Adolph Wallberg      | 1769–1829  | Senare kyrkoherde i Å församling.                         |
| 1819–1833 | Hampus Eric Harlingzon      | 1784–1844  | Senare kyrkoherde i Rystads församling.                   |
| 1835–1855 | Lars Lundqvist              | 1793–1855  |                                                           |
| 1859–1896 | Anders Johan Lindeman       | 1817–1896  |                                                           |
| 1897      | Ernst Richard Peterson      | 1853–1913  | Senare kyrkoherde i Skärkinds församling.                 |
| 1903–1915 | Johan Nordmark              | 1856–      | Senare kyrkoherde i Jonsbergs församling.                 |

### Andre stadskomministrar
| Ämbetstid | Namn                        | Levnadstid | Övrigt                                      |
| --------- | --------------------------- | ---------- | ------------------------------------------- |
| 1701–1714 | Olavus Tempelman            | 1669–1746  | Senare kyrkoherde i Herrestads församling   |
| 1714–1729 | Erik Strand                 | 1687–1737  | Senare kyrkoherde i Malexanders församling. |
| 1729–1744 | Isak Runberg                | 1699–1764  | Senare kyrkoherde i Torpa församling.       |
| 1744–1762 | Johan Stenvall              | 1711–1790  | Senare kyrkoherde i Herrestads församling   |
| 1764–1770 | Johan Wadsberg              | 1728–1770  |                                             |
| 1771–1785 | Carl Adam Hult              | 1733–1785  |                                             |
| 1788–1809 | Magnus Norling              | 1748–1809  |                                             |
| 1812–1831 | Johan Tingwall              | 1766–1831  |                                             |
| 1832–1843 | Christian August von Mellen | 1792-1872  | Senare komminister i Motala församling.     |
| 1843      | Johan Fredrik Svartling     |            | Senare kyrkoherde i Vimmerby församling.    |
| 1858–1873 | Samuel Edvard Willén        | 1809–1873  |                                             |
| 1875–1916 | Edvin Tillström             | 1844–1916  |                                             |
| 1919–     | Åke Hilding Norrlander      | 1880–      |                                             |

## Klockare och organister[8]
1864 förenades klockare och organisttjänsten.
| Ämbetstid | Namn                    | Levnadstid | Övrigt  |
| --------- | ----------------------- | ---------- | ------- |
| 1864–1875 | Johan Cassel            | 1819–1875  |         |
| 1875–1903 | Johan Fredrik Bengtsson | 1845–1903  |         |
| 1903–1904 | Elis Ullman             | 1872–1932  |         |
|           | Reinhold Bystedt        | 1872–1967  |         |
|           | Sven Gideon Petersson   | 1878–1960  |         |
| 1906–1910 | Otto Sandberg           | 1879–1848  |         |
| 1910–1919 | Otto Edberg             | 1864–1935  |         |
| 1919–1931 | Petrus Österberg        | 1889–1972  |         |
| 1931–1941 | Carl Bengtsson          | 1903–1987  |         |
| 1943–1946 | Olof Anfelter           | 1915–1949  |         |
| 1946–1951 | Rune Engsö              | 1918–1996  |         |
| 1964      | –                       | –          | Vakant. |

### Organister
| Ämbetstid | Namn                    | Levnadstid | Övrigt   |
| --------- | ----------------------- | ---------- | -------- |
| 1630–1662 | Lorens Fransson Tzander | –1662      | Organist |
| –1680     | Mattias Jacobsson       | –1680      | Organist |
| 1695      | Inge Månsson            |            | Organist |
| 1696–1699 | Johan Eriksson Hultman  |            | Organist |
| 1699–1703 | Erik Wachthåller        | 1655–1703  | Organist |
| 1704–1744 | Johan Brandberg         | –1747      | Organist |
| 1747–1753 | Peter Brandberg         | –1770      |          |
|           | Anders Kilander         |            |          |
| –1793     | Anders Björling         | 1768–1805  |          |

### Klockare
| Ämbetstid | Namn                    | Levnadstid | Övrigt |
| --------- | ----------------------- | ---------- | ------ |
| 1651–1687 | Zacharias Eriksson      | 1608–1694  |        |
| 1687–1723 | Malachias Zachariasson  | 1671–1723  |        |
| 1723–1736 | Erik Wadström           | –1736      |        |
| 1736–1743 | Carl Linstadius         | –1743      |        |
| 1743–1753 | Malachias Wadström      | –1753      |        |
| 1754–1781 | Jonas Georg Lithelius   | 1720–1781  |        |
|           | Peter Öhman             | 1745–      |        |
|           | Anders Pettersson       | –1847      |        |
|           | Johan August Samuelsson |            |        |
|           | Johan Cassel            | 1819–1875  |        |

## Kyrkor
- Vadstena klosterkyrka
- Hovs kyrka, Östergötland